# Čornuchy
Čornuchy (ukrajinsky Чорнухи) je sídlo městského typu v Lubenském rajónu v Poltavské oblasti na Ukrajině. Toto kozácké město je známé především jako rodiště ukrajinského filozofa Hryhorije Skovoroda. Je zde malé literární muzeum věnované jeho památce.
Čornuchy jsou sídlem obecního zastupitelstva, kterému je podřízena osada Bohdanivka

## Poloha
Čornuchy leží na levém břehu říčky Mnoha, proti proudu sousedí s vesnicí Charsiky, 6 km po proudu je vesnice Piznyky a na opačném břehu jsou vesnice Kizlivka a Kovali.

## Historie
První písemná zmínka pochází z roku 1261. Se začátkem národně osvobozenecké války ukrajinského lidu pod vedením Bohdana Chmelnického (1648) vytvořili obyvatelé Čornuch dvě kozácké sotně. Během moskevsko-kozácké války (1658-59) v červnu 1658 ruská vojska bojara Grigorije Romodanovského vypálila Čornuchy kvůli podpoře hejtmana Ivana Vyhovského a většina obyvatel města byla vyhlazena.